# Laat maar zitten
Laat maar zitten was een Nederlandse komedieserie die zich binnen de muren van een gevangenis afspeelde. De serie werd uitgezonden door de VARA in vijf seizoenen.

## Geschiedenis

### Ontwikkeling
Laat maar zitten werd ontwikkeld door John van de Rest. Tijdens een reis naar Londen zag hij op de BBC een uitzending van de comedyserie Porridge van het schrijversteam Dick Clement en Ian La Frenais, met in de hoofdrol Ronnie Barker. Hij kreeg het idee om de serie te vertalen naar het Nederlands. Voor de hoofdrol had hij direct John Kraaijkamp sr. in gedachten, omdat dit in zijn optiek de enige acteur was, die de rol van Barker zou kunnen evenaren. Voor de overige hoofdrollen werden veelal acteurs gekozen met een grote staat van dienst in de komedie.
De VARA bleek geïnteresseerd en Van de Rest kreeg de opdracht een eerste seizoen van 9 afleveringen te maken. Van de Rest liet de serie vertalen en bewerken door Ger Apeldoorn en Harm Edens, voor wie het de eerste grote opdracht was. Van de Rest besloot zelf als regisseur op te treden en kreeg, namens de VARA, redacteur Jan Rutger Achterberg naast zich.

### Seizoen 1 & 2
De eerste aflevering van de serie was te zien op 9 oktober 1988. In deze pilotaflevering speelden enkel Kraaijkamp, Pieter Lutz en Rudi Falkenhagen. Hierna werd de cast snel uitgebreid met onder andere Haye van der Heyden, die furore had gemaakt met de cabaretgroep Purper, en Niek Pancras.
De serie, die wekelijks op zondagavond werd uitgezonden, wist al snel een groot publiek aan zich te binden en Van de Rest kreeg de opdracht een tweede seizoen te maken, dat mocht bestaan uit 18 afleveringen. Zowel het eerste, als het tweede seizoen waren bijna volledig een vertaling van het Engelse Porridge. De serie volgde voornamelijk Kraaijkamp in de rol van de recidivist Herman Faber, en Van der Heyden in de rol van de jonge Wiebe Rosenboom, die voor het eerst in de gevangenis zat.

### Seizoen 3
Na het tweede seizoen veranderde er veel aan de serie. In de laatste aflevering van het tweede seizoen kwam Rosenboom vrij en verviel de rol van Van der Heyden. Ook gaf Kraaijkamp aan het rustiger te willen doen, om zich meer op het theater te kunnen richten. Hierdoor speelde hij nog maar in een deel van de derde serie mee en verdween hij aan het begin van het vierde seizoen, in afleveringen die al waren opgenomen in de reeks van het derde seizoen, helemaal uit de serie. Door het wegvallen van Faber kregen ook andere gevangen in bepaalde afleveringen een hoofdrol, waarmee de serie een meer sitcomachtig karakter kreeg. Daarnaast gingen Apeldoorn en Edens met ingang van het derde seizoen de afleveringen geheel zelf schrijven en verhuisde de serie van de zondagavond naar de veel minder populaire dinsdagavond. Het derde seizoen liep van 16 oktober tot 18 december 1990 en was beduidend minder succesvol, dan de eerste twee reeksen.

### Seizoen 4
Voor het vierde seizoen, dat begon in 1991, besloot Van de Rest zijn regisseurstaken over te dragen aan Frans Boelen. Daarnaast kreeg de serie opnieuw te maken met een belangrijk vertrek uit de hoofdcast, toen Nelly Frijda besloot te stoppen met haar rol als directrice. In de vierde aflevering van de vierde reeks wordt haar vertrek ingeleid, zonder dat Frijda in beeld komt, en in de vijfde aflevering wordt Josine van Dalsum, de vrouw van John van de Rest die al eerder twee bijrollen had in de serie, geïntroduceerd als nieuwe directrice. Opvallend was dat de nieuwe directrice direct een van de nieuwe hoofdrollen opeiste in de serie. Daarnaast werden onder andere IJf Blokker en Ramses Shaffy aangetrokken als nieuwe vaste acteurs en kwam de nadruk in de verhalen meer te liggen bij de bewaarders, in plaats van bij de gevangenen. In hetzelfde jaar verscheen er in de VARAgids wekelijks ook een stripversie van de serie geschreven door Apeldoorn en Edens en getekend door Hanco Kolk en Peter de Wit.

### Seizoen 5
Ook het vierde seizoen wist niet het succes van de eerste twee seizoenen te evenaren en Van de Rest besloot het over een andere boeg te gooien. Apeldoorn en Edens werden aangesteld als scriptsupervisors en Van de Rest liet de scenario's voor het vijfde seizoen maken door verschillende jonge schrijvers, onder anderen Don Duyns, Jurrie Kwant, Paul Groot, Rob Kamphues en Hans Riemens. Het tij bleek echter niet te keren en in de zomer van 1991 besloot de VARA met de serie te stoppen. Op 26 november 1991 werd de laatste aflevering uitgezonden.

### Faillissement
Van de Rest kwam door de plotselinge stop van de serie in financiële problemen. Toen bleek dat de VARA ook een nieuwe serie rond John Kraaijkamp, getiteld Peter niet wilde afnemen, ging het productiehuis in 1992 failliet. De studio's van Van de Rest in Hoevelaken waarin Laat maar zitten werd opgenomen, viel onder de boedel van de onderneming en werd verkocht. Tegenwoordig zijn in de voormalige studio's van Van de Rest bedrijfsruimtes gevestigd.

## Rolverdeling
Laat maar zitten heeft veel wisselingen in de cast gekend. In de eerste twee seizoenen was de hoofdrol duidelijk weggelegd voor John Kraaijkamp sr. Hij leverde zijn hoofdrol echter in na het tweede seizoen en vertrok na het derde seizoen geheel uit de serie.
De enige acteurs die echter in alle vijf de seizoenen te zien waren zijn Rudi Falkenhagen, Pieter Lutz en Niek Pancras. Hiernaast behoren ook Arnie Breeveld en Maarten Spanjer tot de acteurs die in de meeste afleveringen gespeeld hebben, beiden kwamen in het tweede seizoen in de serie en bleven tot het eind.
Hieronder volgt een beknopt overzicht van enkele bepalende terugkerende rollen. Zie voor de overige acteurs de complete lijst.

### Personeel
- Rudi Falkenhagen - Miechels (61 afleveringen; seizoen 1-5)
- Pieter Lutz - Simon ten Bruggencate (59 afleveringen; seizoen 1-5)
- Nelly Frijda - mevrouw de directrice, Mathilda (17 afleveringen; seizoen 1-3)
- Josine van Dalsum - directrice Sophia "Fiep" Schollevaar (21 afleveringen; seizoen 4-5)
- Brûni Heinke - Marie-Louise Hoenkamp (20 afleveringen; seizoen 2-5)

### Gevangenen
- John Kraaijkamp sr. - Herman Onno Faber (35 afleveringen; seizoen 1-3)
- Haye van der Heyden - Wiebe Rosenboom (22 afleveringen; seizoen 1-2, gastrol in seizoen 3)
- Niek Pancras - Peer Tol (51 afleveringen; seizoen 1-5)
- Piet Kamerman - Snoek (14 afleveringen; seizoen 1-4)
- Maarten Spanjer - Erwin Uckels (35 afleveringen; seizoen 2-5)
- Arnie Breeveld - Bruce (41 afleveringen; seizoen 2-5)
- Hero Muller - Johan de Kok (14 afleveringen; seizoen 4-5)
- Ramses Shaffy - Ernst Rochel (14 afleveringen; gastrol in seizoen 4, seizoen 5)

## Afleveringen
In totaal zijn er 64 afleveringen van Laat maar zitten gemaakt, van 1988 tot 1991. Alle afleveringen duren ongeveer een halfuur. De laatste aflevering van het eerste en tweede seizoen waren compilatieafleveringen met bloopers.
In het tweede seizoen zijn twee specials gemaakt van 45 minuten. Dit betrof een kerstspecial, Tunnel naar het licht, uitgezonden op 24 december 1989, en een oudejaarsspecial, Klap op de vuurpijl, uitgezonden op oudejaarsavond 1989. In seizoen 3 is ook een Sinterklaasspeciaal gemaakt, De zak van Cynthia, uitgezonden op 4 december 1990, maar deze aflevering duurde gewoon 30 minuten.
De serie wordt officieel verdeeld over 5 seizoenen, ingedeeld naar de looptijd die de seizoenen hadden. Deze seizoenen lopen na het tweede seizoen echter niet synchroon met de opnamereeksen, die gemaakt zijn. Zo behoren de eerste drie afleveringen van het vierde seizoen (Snel van de weg weg, Laster en listen en Kind noch kraai) bij de opnamereeks van het derde seizoen en behoort de eerste aflevering van het vijfde seizoen (Tussen kus en kitch) bij de opnamereeks van het vierde seizoen. Dit valt duidelijk te zien aan de schrijvers, de cast en het productieteam achter de opnamen. Daarnaast is de aflevering Tussen kus en kitch op de dvd-box opgenomen in het vierde seizoen, terwijl deze officieel tot het vijfde seizoen behoorde.
Zie voor een volledig overzicht van de seizoenen en afleveringen de complete lijst.

## Herhalingen en uitgaven

### Herhalingen
Ondanks het grote succes van de serie, is deze lange tijd niet herhaald. Pas in 2010, 19 jaar na het uitzenden van de laatste afleveringen werd de serie voor het eerst herhaald. Dit deed de VARA echter niet op een publiek net, maar op de digitale zender Hilversum Best. In 2011, 2012, 2013 en 2014 werd de serie nogmaals herhaald, maar dit keer op NostalgieNet.

### Dvd-uitgave
In 2007 werden enkele fragmenten en bloopers uit Laat maar zitten opgenomen op de oeuvre-dvd De Kraay is Los. De uitgave van volledige afleveringen lieten echter op zich wachten.
Pas na de dood van Kraaijkamp, op 17 juli 2011, werd besloten de volledige serie op dvd uit te geven. In december 2011 verscheen een eerste dvd-box met daarin het eerste en tweede seizoen van de serie verdeeld over 5 dvd's. De box bevatte alle afleveringen, inclusief de bloopercompilaties, met uitzondering van aflevering 17 Hangen en wurgen. Deze aflevering bleek niet in de archieven van John van de Rest te zitten, maar is wel uitgezonden tijdens de herhalingsrondes en is terug te vinden op YouTube.
In maart 2012 verscheen een tweede box met daarin het derde en vierde seizoen en aflevering 52 Tussen kus en kitsch uit het vijfde seizoen, wederom verdeeld over 5 dvd's.
Er zijn vooralsnog geen plannen bekend om de overige 12 afleveringen van het laatste seizoen uit te brengen.